# Абакаров, Рабадан Гасанович
Рабадан Гасанович Абакаров (7 ноября 1917, с. Цовкра-1, Кулинский район, Дагестанская область, Российская империя — 13 марта 1995, Москва) — советский цирковой артист, эквилибрист, канатоходец, народный артист РСФСР (1960).
Основатель известной династии цирковых артистов – Абакаровых.

## Биография
Небольшой дагестанский аул Цовкра является родиной канатоходцев республики. По преданию, в древние времена жители села таким образом перебирались через ущелья в поисках заблудившихся домашних животных. Согласно другой версии, для мужчин это был способ показать свою ловкость перед девушкой.
В цирке Рабадан Гасанович начал работать с 1935 года. B 1936 году c группой юношей из аула Цовкрa был принят в Киевскую цирковую мастерскую. Создатель, участник и руководитель номера дагестанских канатоходцев «Цовкра», впервые перенёс на канат сложные акробатические трюки с подкидной доской.
В честь Рабадана Абакарова и Яраги Гаджикурбанова с 2004 года в селе Цовкра Кулинского района Дагестана проходит традиционный республиканский фестиваль канатоходцев. Организаторами фестиваля выступают министерство культуры Дагестана, Республиканский Дом народного творчества и администрация Кулинского района.

## Награды и премии
- Заслуженный артист РСФСР (30.11.1956).
- Народный артист РСФСР (23.04.1960).
- Народный артист Дагестанской АССР (?).
- Орден «Знак Почёта» (09.10.1958)[5][6].
- Медаль «За трудовое отличие» (19.11.1939)[7].

## Фильмография
- 1951 — На арене цирка (документальный)
- 1969 — Парад-алле — канатоходец